# Porzana palmeri
Porzana palmeri, também conhecida como sanã-de-Laysan, foi uma espécie de ave incapaz de voar da família dos ralídeos. Era endêmica das ilhas Laysan, no Havaí. O último exemplar da espécie foi visto em junho de 1944.